# ジェルミニャーガ
ジェルミニャーガ（伊: Germignaga）は、イタリア共和国ロンバルディア州ヴァレーゼ県にある、人口約3,800人の基礎自治体（コムーネ）。

## 地理

### 位置・広がり

#### 隣接コムーネ
隣接するコムーネは以下の通り。括弧内のVBはヴェルバーノ・クジオ・オッソラ県所属を示す。
- ブレッツォ・ディ・ベーデロ
- ブリッサーゴ＝ヴァルトラヴァーリア
- カンネロ・リヴィエーラ (VB)
- ルイーノ
- モンテグリーノ・ヴァルトラヴァーリア

### 地震分類
イタリアの地震リスク階級 (it) では、4 に分類される
。

## 行政

### 分離集落
ジェルミニャーガには、以下の分離集落（フラツィオーネ）がある。
- Casa Moro, Fornace, Mirandola Nuova, Ronchetto, Ronchi